# Abdelilah Madkour
Abdelilah Madkour (ur. 6 listopada 2000) – marokański piłkarz, grający na pozycji obrońcy. W sezonie 2020/2021 zawodnik Rai Casablanca.

## Kariera klubowa
Abdelilah Madkour jest wychowankiem Rai Casablanca. Jako junior grał w tym klubie w latach 2011–2019. W pierwszym zespole 24 października 2019 roku w meczu przeciwko Rai Beni Mellal, Abdelilah Madkour wszedł wtedy na 3 minuty. Mecz Raja Casablanca wygrała 2:0. Pierwszy pełny mecz rozegrał 15 grudnia 2019 roku przeciwko Rapide Oued Zem, zremisowanym bezbramkowo. W sezonie 2019/2020 został mistrzem kraju. Po raz pierwszy asystował 6 grudnia 2020 roku w meczu przeciwko FUSowi Rabat, zremisowanym 3:3. Asystował przy bramce na 2:2. Do 14 maja 2021 roku zagrał w 43 meczach (25 ligowych) i dwukrotnie asystował.